# Tổng thống Liên Xô
Tổng thống Liên Xô (tiếng Nga: Президент Советского Союза, chuyển tự: Prezident Sovetskogo Soyuza), chính thức được gọi là Tổng thống LBCHXHCNXV (tiếng Nga: Президент СССР) hoặc Tổng thống Liên bang cộng hòa xã hội chủ nghĩa Xô viết (tiếng Nga: Президент Союза Советских Социалистических Республик) là người đứng đầu nhà nước của Liên Xô từ ngày 15 tháng 3 năm 1990 đến ngày 25 tháng 12 năm 1991. Mikhail Gorbachev là người duy nhất nắm giữ chức vụ này. Ngoài ra ông còn là Tổng Bí thư Đảng Cộng sản Liên Xô từ tháng 3 năm 1985 đến tháng 8 năm 1991. Ông còn phải rút bớt một phần chia sẻ quyền lực ngày càng lớn hơn của mình trên cương vị tổng thống cho đến khi buộc phải từ chức Tổng Bí thư sau nỗ lực đảo chính của Liên Xô vào năm 1991.
Trước khi việc tạo ra chức danh Tổng thống, người đứng đầu nhà nước hợp pháp của Liên Xô là Chủ tịch Đoàn Chủ tịch Xô viết Tối cao thường được các nguồn tài liệu không phải của Liên Xô gọi là "Chủ tịch nước". Đối với hầu hết sự tồn tại của Liên Xô, tất cả quyền lực chính trị điều hành hiệu quả là trong tay của Tổng Bí thư Đảng Cộng sản Liên Xô, với Chủ tịch Đoàn Chủ tịch thực hiện nhiệm vụ mang tính biểu tượng và bù nhìn. Bắt đầu từ thời Leonid Brezhnev vào năm 1977, bốn vị Tổng Bí thư cuối cùng gồm Brezhnev, Yuri Andropov, Konstantin Chernenko và Gorbachev cùng một lúc giữ chức Chủ tịch Xô viết Tối cao trong suốt thời gian tại vị. 
Trong cuộc bầu cử Tổng thống Liên Xô đã có nhiều ứng cử viên được đề cử, trong số những ứng cử viên hàng đầu có người của KGB là Vadim Bakatin và Chủ tịch Hội đồng Bộ trưởng Nikolai Ryzhkov. Phó Tổng thống Liên Xô là Gennady Yanayev đã có một thời gian ngắn đoạt lấy chức vụ Tổng thống của Gorbachev trong cuộc đảo chính năm 1991 làm lãnh đạo Ủy ban Nhà nước về Tình trạng Khẩn cấp.

## Danh sách Tổng thống Liên Xô
| Thứ tự | Chân dung | Tên gọi (Sinh–Mất)            | Từ                  | Đến                  | Đảng phái     |
| ------ | --------- | ----------------------------- | ------------------- | -------------------- | ------------- |
| 1      |           | Mikhail Gorbachev (1931-2022) | 15 tháng 3 năm 1990 | 25 tháng 12 năm 1991 | Đảng Cộng sản |